# Alan De Luca

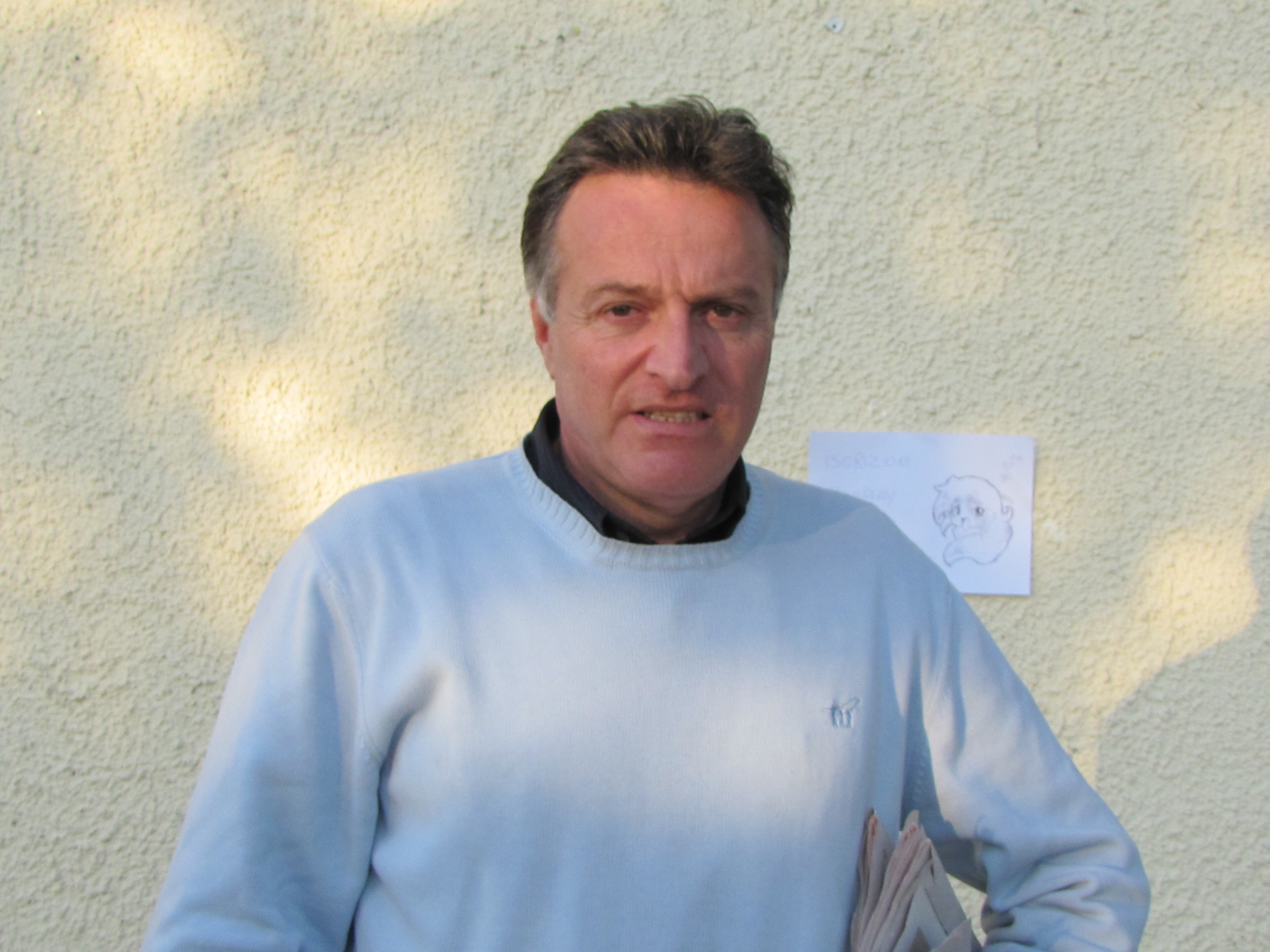
Alan De Luca

Alan De Luca (eigentlich Michele De Luca, * 29. Oktober 1960 in Neapel) ist ein italienischer Diskjockey, Fernsehmoderator, Komiker und Schauspieler.

## Leben
De Luca begann seine Karriere als Radio-Diskjockey unter anderem bei Radio Kiss Kiss in seiner Heimatstadt, bevor er seinen Lebensmittelpunkt nach Rom verlegte, wo er bald häufiger Gast in Fernsehserien wie der Maurizio Costanzo Show wurde und für kleinere Fernsehanstalten erste Sendungen verantwortete. Mit Lino D’Angiò, den er zu Beginn der 1990er Jahre kennengelernt hatte, entwickelte er ab 1996 das Format Telegaribaldi, mit dem sie große Erfolge bei Kritik und Publikum erzielen konnten. Ein Ableger davon ist der Kinofilm Non lo sappiamo ancora, bei dem De Luca gemeinsam mit D’Angiò und ihrem Mitstreiter Stefano Bambini Regie führte.
Hauptsächliche Arbeitsformen in den Folgejahren des neuen Jahrtausends waren Moderationen für etliche Fernsehshows, bevor er 2008 mit seinem alten Partner eine Neuauflage des Erfolgs von TeleGaribaldi unternahm. Im Jahr 2010 unternahm er auch eine Kabarett-Tournee mit eigenem Programm.

## Filmografie
- 1998: Polvere di Napoli (Schauspieler)
- 1999: Non lo sappiamo ancora (Ko-Regisseur)